# (4251) Kavasch
(4251) Kavasch es un asteroide perteneciente al cinturón de asteroides, descubierto el 11 de mayo de 1985 por Carolyn Shoemaker desde el Observatorio del Monte Palomar, Estados Unidos.

## Designación y nombre
Designado provisionalmente como 1985 JK1. Fue nombrado Kavasch en homenaje a “Julio Kavasch” y su hijo “Wulf-Dietrich Kavasch”,  geólogos aficionados y escritores de divulgación científica.